# سیارک ۵۶۱۲
سیارک ۵۶۱۲ (به انگلیسی: 5612 Nevskij، نامگذاری:1975TX2) پنج هزار و ششصد و دوازدهمین سیارک کشف شده‌است که در ۳ اکتبر ۱۹۷۵ کشف شد.
قدر مطلق سیارک برابر ۱۳٫۲۰ است.